# Tourtière
La tourtière es una especie de pastel de carne tradicional de la cocina franco-canadiense, en particular de Quebec, Canadá. Este pastel se elabora generalmente con carne de cerdo o venado, o vaca. Es un plato tradicional en Navidad y Año Nuevo en la provincia de Quebec, aunque se puede encontrar en las tiendas durante todo el año.
La tourtière no es exclusiva de la provincia de Quebec, y tiene variantes regionales; se conoce como pâté à la viande (literalmente paté de carne) en la región de Saguenay-Lac-Saint-Jean, y en el Outaouais se hace sólo con pato cortado en cubitos y guisado en un caldo de pollo. Es originaria de Francia y fue introducida en Nueva Francia a principios del siglo XVII.
Se ha servido tradicionalmente en el periodo navideño durante muchas generaciones en Canadá. En Estados Unidos se puede ver en los estados de Vermont, Nuevo Hampshire y Maine, donde muchos habitantes descienden de inmigrantes procedentes de Quebec e introdujeron la receta: esta variante se come igualmente en las Navidades.

## Características

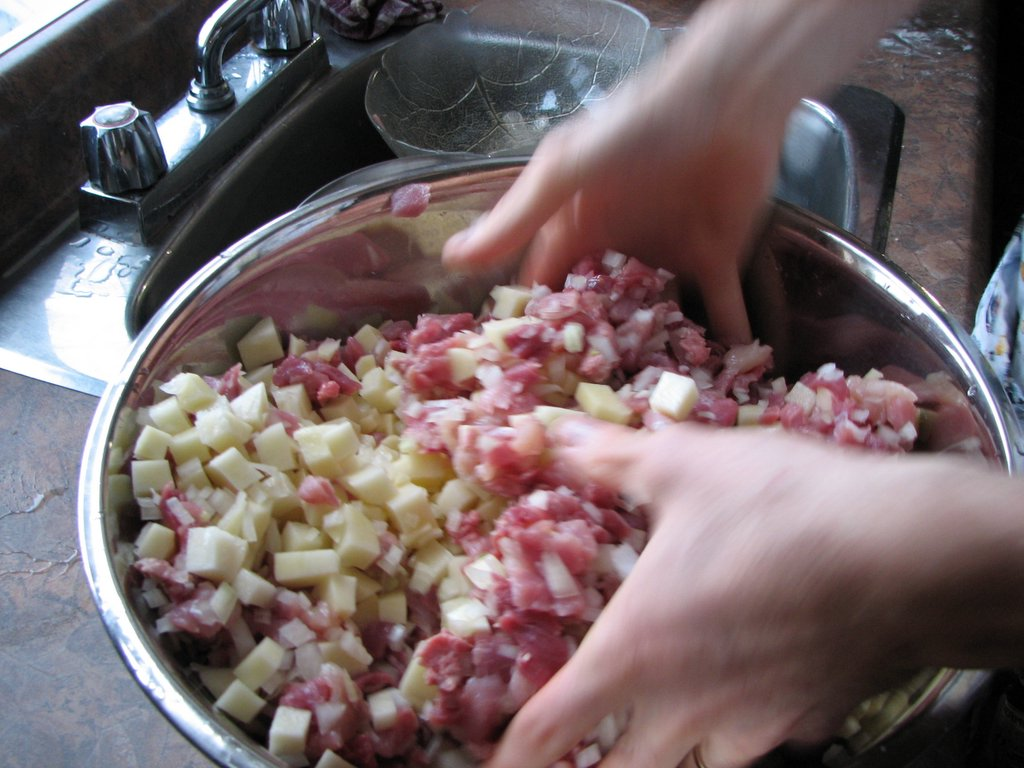
Preparación del interior.

El pastel posee dos ingredientes básicos una masa de pan que se recubre en una olla y carne picada en pequeños cubos de medio centímetro que puede ser de diferentes animales (cerdo y vaca al 50% es la combinación más popular), algo de tocino y en algunos lugares ponen dados de patata e incluso cebolla y apio picados. Junto con la carne picada, se incluye algo de caldo de carne para que no quede tan seco al final. Se cierra con la masa y se mete en el horno por unas horas a 250 °C. Hay algunos cocineros que preparan la carne en una sartén junto con todos los ingredientes (de esta forma reducen el tiempo de cocción en el horno), otros por el contrario mezclan todo crudo y se va haciendo todo en el horno.